# Berti I
 Berti I (fl. XX secolo) è stato un calciatore italiano, di ruolo centrocampista.

## Carriera
Con l'Alba Roma disputa 22 gare con 2 gol all'attivo nei campionati di Prima Divisione 1924-1925, Prima Divisione 1925-1926 e Divisione Nazionale 1926-1927.